# Bill Owens
Bill Owens   (San José, 25 de setembre de 1938) és un fotògraf, fotoperiodista, cerveser i editor estatunidenc resident a Hayward. És conegut sobretot per les seves fotografies d'escenes domèstiques suburbanes preses a East Bay i publicades al llibre Suburbia (1973).

## Biografia
Owens va néixer a San José i es va criar en una granja a Citrus Heights. Mentre estudiava antropologia visual a la Universitat Estatal de San Francisco, va fer un viatge per tot el món fent autostop abans d'acabar els seus estudis al Chico State College. Va servir al Cos de Pau estatunidenc a Jamaica i, en tornar als EUA, va viure i treballar a la ciutat de Livermore, a l'àrea de la badia de San Francisco, com a fotògraf d'un diari local.
El 1973 va publicar el llibre Suburbia, les imatges del qual mostraven la vida suburbana nord-americana a Livermore. Los Angeles Times va comentar que el llibre «suscita llàstima, menyspreu, rialles i autoreconeixement. La influència d'Owens va ser immensa durant la dècada del 1970, especialment pel que fa al tipus de retrat que mostra la classe mitjana». El 2001, Suburbia es va incloure a The Book of 101 Books: Seminal Photographic Books of the Twentieth Century d'Andrew Roth.
Ha publicat altres llibres de fotografia, i les seves fotografies s'han exposat internacionalment i es troben a les col·leccions del Museu d'Art Modern de Nova York, Berkeley Art Museum, Museu d'Art del Comtat de Los Angeles, Museu d'Art Modern de San Francisco, Los Angeles Museum of Contemporary Art i el Museu Getty de Los Angeles.
Posteriorment, Owens es va convertir en un conegut fabricant de cervesa i editor de la revista American Brewer. Va fundar la Buffalo Bill's Brewery a Hayward el 1983, un dels primers brewpubs que es va obrir a Califòrnia. El 2003 va fundar l'American Distilling Institute, una organització de membres professionals i una editorial «per a promoure i defensar l'art i l'empresa de la destil·lació artesanal».

## Obra publicada
- Suburbia. San Francisco: Straight Arrow, 1973. ISBN 9780879320430.
- Our Kind of People: American Groups and Rituals. 1975. ISBN 978-0-87932-084-3.
- Working: I Do It for the Money. New York: Simon and Schuster, 1977. ISBN 978-0-671-22820-0.
- Documentary Photography: A Personal View. Danbury, New Hampshire: Addison House, 1978. ISBN 9780891690375.
- Publish Your Own Photo Book. Livermore, California: Morgan & Morgan, 1979. ISBN 978-0960246205.
- How to Build a Small Brewery: Draft Beer in Ten Days. 1982. ISBN 978-0960246274.
- Leisure. New York: Fotofolio, 2005. ISBN 1-58418-074-9.
- Bill Owens. Anthology. Bologna: Damiani, 2008. By Claudia Zanfi, with an introduction by A. M. Homes and photographs and afterword by Owens. ISBN 9788862080170.
- Craft of Whiskey Distilling. Hayward, California: American Distilling Institute, 2008. OCLC 1043326099.
- The Village: Bill Owens – Jamaica Peace Corps Photographs 1964–66. True North, 2014. Edited by Geir Jordahl, Kate Jordahl, and John Thacker. With an introduction by Victoria Sheridan and an afterword by Geir Jordahl. ISBN 978-0-9899915-1-3.
- The Nano Distillery: The Future of Distilling. Hayward, California: White Mule, 2018. ISBN 9781732235403.
- Cars: A Completely American Reality. Bellingham, Washington: True North, 2012. ISBN 9781943013234.
- Altamont to America: Bill Owens and the Legacy of Suburbia: Photographs 1964–2020. Bellingham, Washington: True North, 2018. ISBN 9781943013166.
- Altamont 1969. Bologna: Damiani, 2019. ISBN 9788862086233.